# جان مک‌لافلین (مجری)
جان مک‌لافلین (انگلیسی: John McLaughlin; ۲۹ مارس ۱۹۲۷ – ۱۶ اوت ۲۰۱۶) یک مجری تلویزیون، و روزنامه‌نگار اهل ایالات متحده آمریکا بود. وی برای مدت طولانی برنامه تفسیر سیاسی گروه مک‌لافلین را تهیه و اجرا می‌کرد.
مک‌لافلین در چندین فیلم سینمایی نیز بازی کرد که از آن جمله می‌توان به روز استقلال، مأموریت غیرممکن و دیو اشاره کرد.